# Northern Colorado Bears

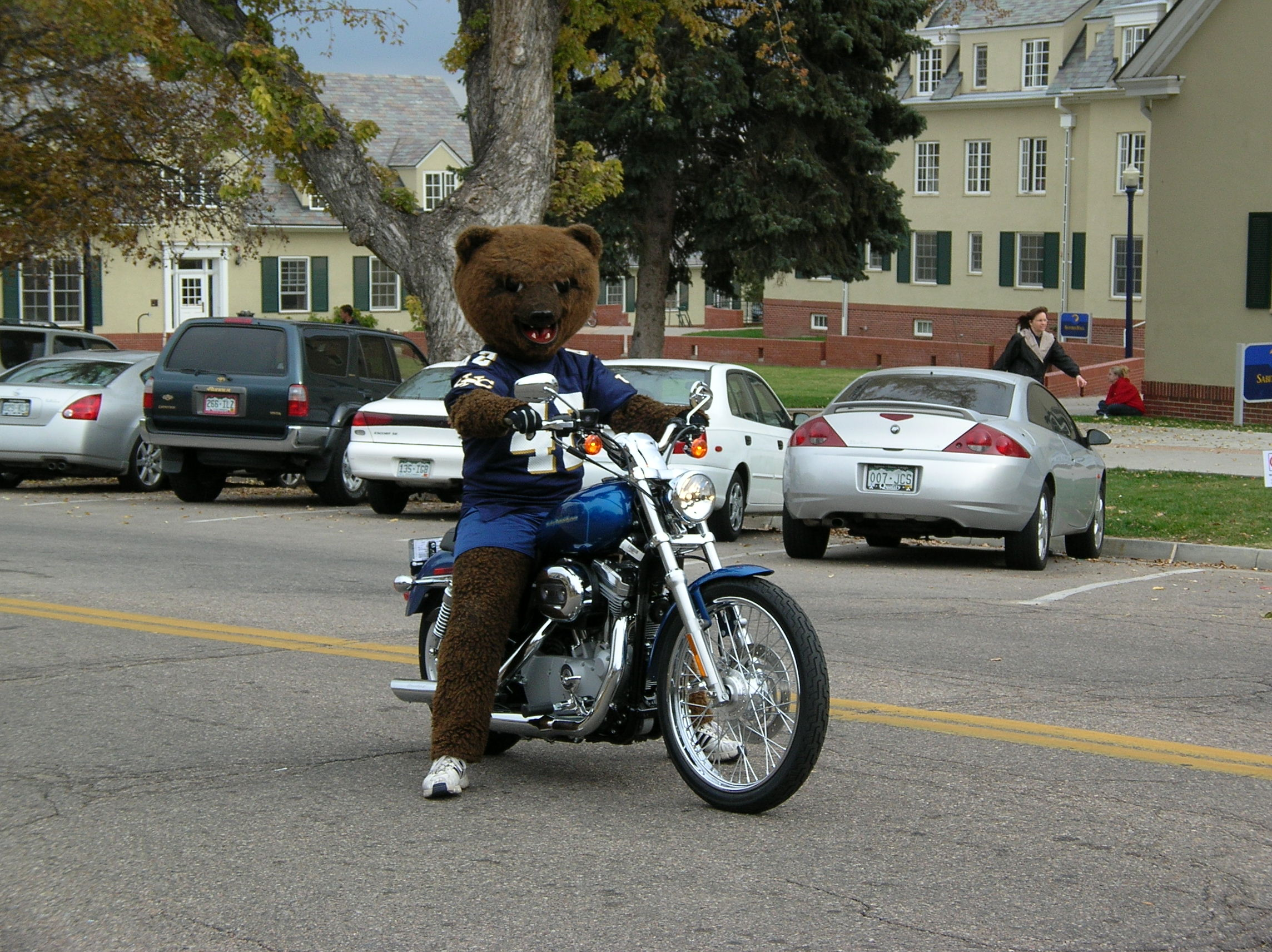
Klawz the Bear.

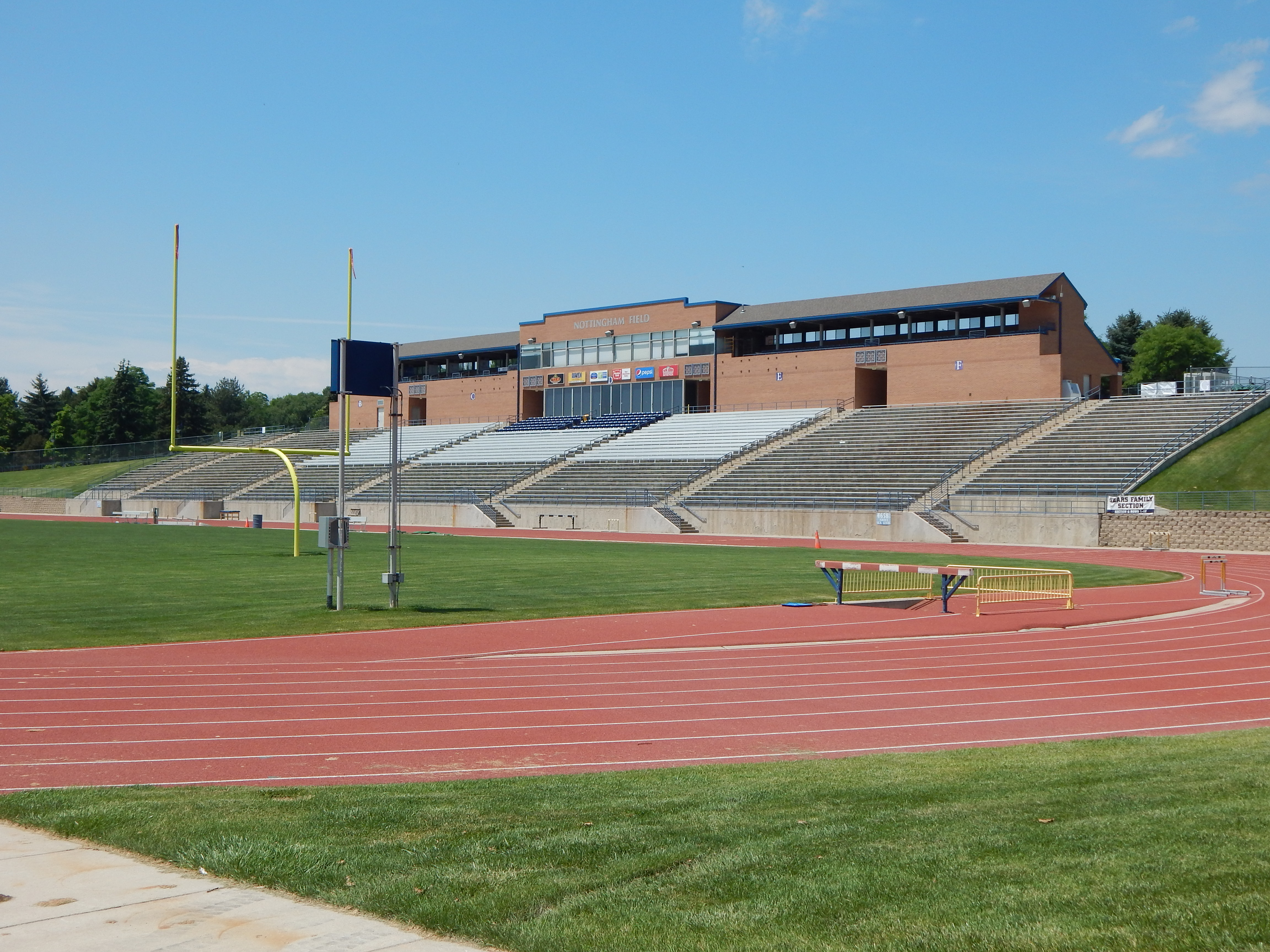
Nottingham Field.

Northern Colorado Bears (español: Osos del Norte de Colorado) es el equipo deportivo de la Universidad de Colorado Septentrional, situada en Greeley, Colorado. Los equipos de los Bears participan en las competiciones universitarias organizadas por la NCAA, y forma parte de la Big Sky Conference, encontrándose en la actualidad en un proceso de traslado dese la División II de la NCAA.

## Apodo
La universidad lleva con el apodo de Bears desde hace más de medio siglo. A finales de los años 40, la mascota era el profesor, pero se entendió que sólo representaba a un segmento de la universidad, porque se decidió el cambio por el de osos. El motivo: este animal ha habitado los bosques de Colorado desde el neolítico, y representa no sólo la fuerza y la ferocidad, sino también el conocimiento y la sabiduría del mundo natural.
La mascota, desde 2003, se llama Klawz (en la foto).

## Programa deportivo
Los Bears participan en las siguientes modalidades deportivas:
| - Masculino - Atletismo al aire libre - Atletismo cubierta - Baloncesto - Béisbol - Cross - Golf - Fútbol americano - Lucha Libre - Tenis | - Femenino - Atletismo al aire libre - Atletismo cubierta - Baloncesto - Cross - Fútbol - Golf - Natación y Saltos - Sóftbol - Tenis - Voleibol |

### Fútbol americano
El origen del equipo de fútbol americano se remonta a 1892 y sus mayores éxitos los lograron en los años 1996 y 1997, cuando fueron campeones nacionales de la División II de la NCAA, perteneciendo a la North Central Conference.

### Baloncesto
Sólo dos jugadores de los Bears han jugado en la NBA. El primero, Mike Higgins, sólo jugó en 18 partidos en la temporada 1990-91. El otro es el actual jugador de la NBA Dalton Knecht, quien jugó para los Bears durante dos años antes de transferirse a la Universidad de Tennessee para su última temporada de juego universitario.